# Lista dos condes de Sancerre

## Lista dos senhores de Sancerre daCasa de Blois(960-1151)
Premeira parte da dinastia de Champagne:
1. Teobaldo I de Blois dito o Trapaceiro ou o Velho (910-975), senhor de Sancerre, etc.
2. Eudes I de Blois (950-996), senhor de Sancerre, etc.
3. Eudes II de Blois (983-1037), senhor de Sancerre, etc.
4. Teobaldo III de Blois (1019-1089), senhor de Sancerre, etc.
5. Estevão II de Blois (1046-1102), senhor de Sancerre, etc.
6. Teobaldo IV de Blois ou Teobaldo IV o Grande (1093-1151), senhor de Sancerre, etc.

## Casa de Sancerre(1151-1419)

Brasão de Armas da Casa de Sancerre

Quarta ramificação da dinastia de Champagne:
1. Estevão I de Sancerre (1133-1191), († em São-João d'Acre), conde de Sancerre e de Gien.
2. Guilherme I de Sancerre, († 1217) conde de Sancerre e senhor de Ferté-Loupière.
3. Luís I de Sancerre († 1267), conde de Sancerre.
4. João I de Sancerre, conde de Sancerre, senhor de Châtillon-sur-Loing, de Meillant e de Charenton-du-Cher.
5. Estevão II de Sancerre (1252-1306), conde de Sancerre, senhor de Châtillon-sur-Loing e de Saint-Brisson, Grande Defensor da França. Um dos heróis do Torneio de Chauvency.
6. João II de Sancerre (†1327), conde de Sancerre e senhor do Pondis.
7. Luís II de Sancerre, conde de Sancerre, († 26 de agosto de 1346 na Batalha de Crécy.
8. João III de Sancerre (1334-1402), conde de Sancerre.
9. Margarida de Sancerre (1334-1419), condessa de Sancerre, sehora de Sagonne, etc.

## Casa de Auvergne(1419-1436)

Brasão de Armas de Beraldo III

1. Beraldo III de Clermont-Sancerre († 1426), conde de Sancerre.
2. Joana de Clermont-Sancerre († 1436), condessa de Sancerre.

## Casa de Bourbon-Montpensier (1436-1451)
1. Luís I de Bourbon († vers 1486), conde de Sancerre e de Montpensier.

## Casa de Bueil(1451-1628 ou 1640)

Brasão de Armas de João V de Bueil

1. João IV de Bueil(†1415), conde de Sancerre , († em Azincourt.
2. João V de Bueil († 1477), conde de Sancerre, sobrinho de Beraldo III.
3. Antônio de Bueil († 1506), conde de Sancerre, filho de João IV.
4. Jacques de Bueil († 1513), conde de Sancerre, filho de Antônio.
5. Carlos de Bueil († 1515), conde de Sancerre.
6. João VI de Bueil († 1537), conde de Sancerre, dito o Flagelo dos Ingleses.
7. Luís III de Bueil († 1563), conde de Sancerre, filho de Jacques.
8. João VII de Bueil († 1638), conde de Sancerre.
9. René de Bueil († 1640), conde de Sancerre, barão de Gençay.

## Casa de Condé(1640-1775)

Blason de la Maison de Condé (a partir de 1588)

1. Henrique II de Bourbon-Condé, conde de Sancerre.
2. Luís II de Bourbon-Condé, conde de Sancerre, dito o Grand Condé.
3. Henrique Jules de Bourbon-Condé, conde de Sancerre.
4. Luís III de Bourbon-Condé, conde de Sancerre.
5. Luís IV Henrique de Bourbon-Condé, conde de Sancerre.
6. Luísa Elisabete de Bourbon-Condé († 1775), condessa de Sancerre.

## Casa d'Espagnac(1775-1785 puis 1791-1794)
1. Carlos Antônio Leonardo de Sahuguet, conde de Sancerre, barão d'Espagnac.

## Sob o domínio da Coroa Francesa(1785-1791)
1. Luís XVI